# María Luisa Rubio
María Luisa Rubio Jiménez (Madrid, 26 de junio de 1940-Madrid, 22 de agosto de 2005) fue una actriz de doblaje española.

## Papeles
Conocida por doblar a actrices tanto de cine Bette Midler (en varias películas), como televisión: Rhea Perlman (Carla Tortelli en Cheers), Cheryl Ladd (Kriss Munroe en Los ángeles de Charlie), Susan Sullivan (Maggie Gioberti en Falcon Crest), Betty Buckley (Abby Bradford en Con 8 basta) y Jo Marie Payton (Harriette Winslow en Cosas de casa).